# Трухов, Игорь Владимирович
И́горь Влади́мирович Тру́хов (бел. Ігар Уладзіміравіч Трухаў; род. 19 августа 1976, Колышки, Витебская область) — белорусский футболист, полузащитник; тренер.

## Клубная карьера
Профессиональную карьеру начал в 1993 году в витебском «Кимовце». Также играл в витебском «Локомотиве», бобруйской «Белшине» (чемпион Белоруссии в 2001 году), жодинском «Торпедо» и новополоцком «Нафтане». В феврале 2013 года вернулся в «Витебск», но в августе из-за финансовых проблем перешёл в «Гранит». Вскоре стал капитаном клуба. В сезоне 2014 года помог «Граниту» выйти в Высшую лигу.
В феврале 2015 года продлил контракт с «Гранитом». В сезоне 2015 года он оставался основным опорным полузащитником «микашевичей» в Высшей лиге, проведя все 26 матчей чемпионата. 12 июля 2015 года, забив гол в матче против «Витебска» (3:2), он стал самым возрастным бомбардиром в истории Высшей лиги.
В июле 2016 года он перешёл в «Нафтан», которому помог сохранить место в Высшей лиге, забив три гола в том сезоне. В феврале 2017 года он стал тренером в «Смолевичи-СТИ», продолжая выступать как игрок. В сезоне 2017 года сыграл во всех 30 матчах Первой лиги и помог выйти в Высшую лигу. Он покинул команду по окончании сезона, окончательно завершив карьеру футболиста.

## Тренерская карьера
В сентябре 2021 года был назначен главным тренером «Сморгони». В декабре получил тренерскую лицензию категории А.

## Достижения
- Чемпион Белоруссии: 2001
- Бронзовый призёр чемпионата Белоруссии: 1997
- Обладатель Кубка Белоруссии: 2000/01, 2008/09, 2011/12
- Победитель первой лиги Белоруссии: 2014